# Патхен

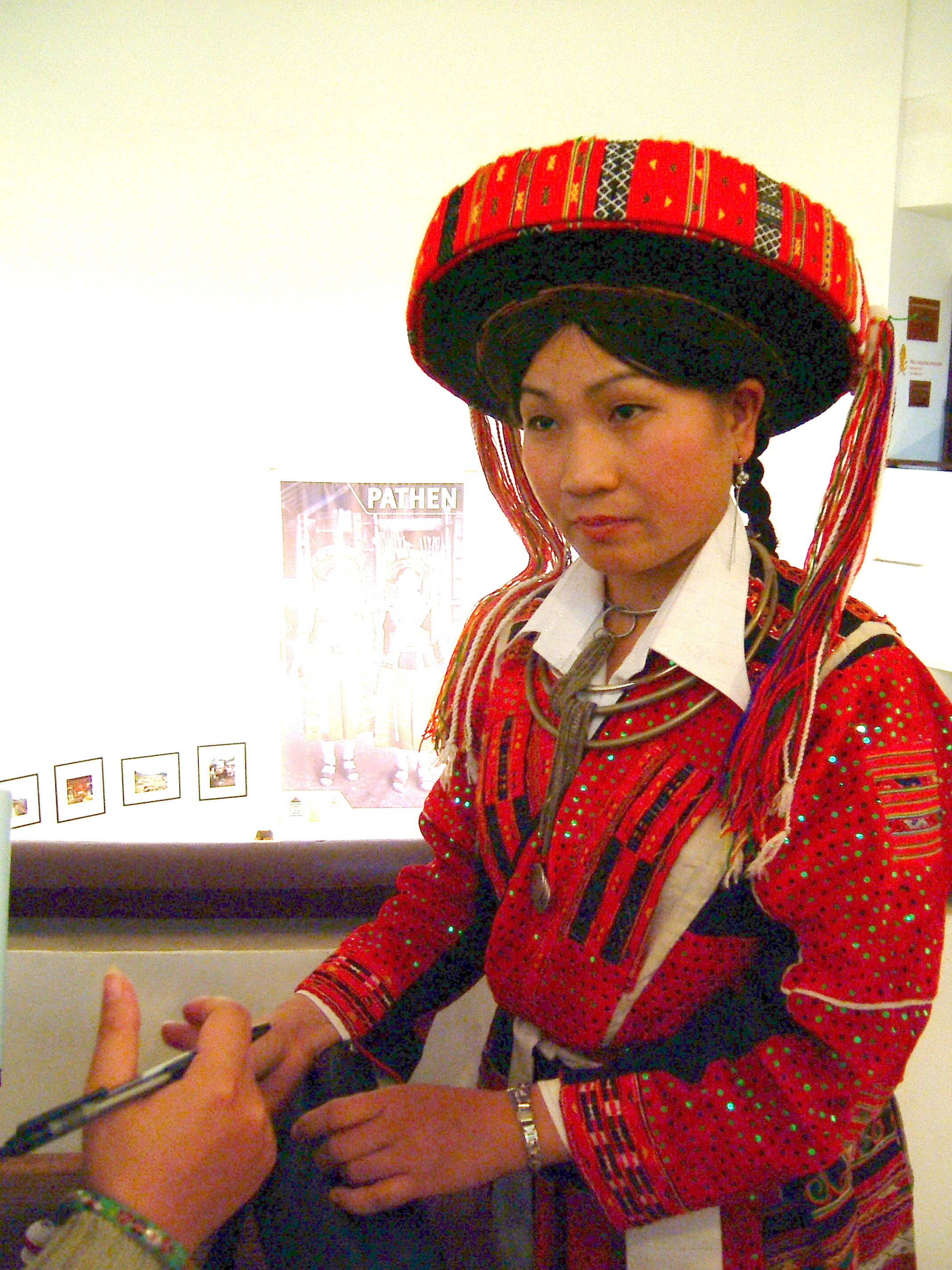
Девушка в национальном костюме патхен

Патхе́н (вьет.  Pà Thẻn — патхен, кит. упр. 巴天, пиньинь bātiān,; кит. упр. 巴亨/巴哼, пиньинь bāhēng, также называемые в Китае «девять кланов яо») — народ на юге Китая и севере Вьетнама. Общая численность около 52 тысяч человек. Правительство Китая рассматривает патхен КНР в составе группы буну как часть национальности яо, во Вьетнаме патхен являются одним из 54 официально признанных народов страны.

## Расселение и состав
Патхен представлены двумя субэтническими группами — саньцзянскими патхен и липинскими патхен.
Саньцзянские патхен, общей численностью около 47 тысяч человек, проживают в уездах Саньцзян, Луншэн, Жунань и Линьгуй Гуанси-Чжуанского автономного района (41 200 человек, 2000 год, оценка), а также в провинциях Туенкуанг и Хазянг во Вьетнаме (5569 человек, 1999 год перепись). Считается, что на территорию Вьетнама патхен мигрировали в прошлом из Китая, однако оценки времени переселения варьируют у разных авторов. Так согласно Ethnologue, это произошло в районе 1368—1644 годов, а согласно Operation China позже — между 1700 и 1800 годами.
Липинские патхен, общей численностью 5160 человек (2000 год, оценка), проживают в уезде Липин провинции Гуйчжоу.

## Язык
Говорят на языке патхен, семьи мяо-яо. Как второй язык используют мяо, дунский, китайский, чжуанский или дайский. Диалект патхен Вьетнама может быть отдельным языком. Для языка патхен существовало пиктографическое письмо, которое сейчас утрачено.

## Традиционный образ жизни
Основное занятие — земледелие.
В женском костюме преобладает красный цвет, символизирующий солнце и огонь. Традиционный праздник огня, отмечаемый 5-го января по лунному календарю. Исповедуют традиционные верования, включающие культ предков, анимизм, патхен Китая — также даосизм.